# Lugoj
Lugoj (węg. Lugos, niem. Lugosch) – miasto w zachodniej Rumunii, w okręgu Temesz, nad rzeką Temesz (dopływ Dunaju), liczące ok. 47 tys. mieszkańców (2008).

## Gospodarka
W mieście rozwinął się przemysł włókienniczy, drzewny, materiałów budowlanych oraz spożywczy.

## Miasta partnerskie
- Szekszárd, Węgry
- Orlean, Francja
- Jena, Niemcy
- Assos-Lecheo, Grecja
- Nisporeni, Mołdawia
- Vršac, Serbia
- Monopoli, Włochy.